# Quartier Notre-Dame
Quartier Notre-Dame är Paris 16:e administrativa distrikt, beläget i fjärde arrondissementet. Distriktet är uppkallat efter katedralen Notre-Dame.
Distriktet består av Île Saint-Louis och Île de la Cité öster om Boulevard du Palais.
Fjärde arrondissementet består även av distrikten Saint-Merri, Saint-Gervais och Arsenal.

## Sevärdheter
- Notre-Dame
- Palais de Justice
- Square du Vert-Galant
- Saint-Louis-en-l'Île

## Bilder
| - De fyra administrativa distrikten i Paris fjärde arrondissement. - Square du Vert-Galant. - Saint-Louis-en-l'Île. |

## Kommunikationer
- Tunnelbana – linje  – Cité